# Nebers
Nebers ist ein Gemeindeteil der Stadt Münchberg im Landkreis Hof (Oberfranken, Bayern). Nebers liegt in der Gemarkung Straas.

## Geografie
Nördlich der Einöde befindet sich der Eselgrund mit eine Kette von Weihern, die von einem namenlosen rechten Zufluss des Gemeindebachs gespeist werden. Ein Anliegerweg führt 500 Meter südlich zur Bundesstraße 289, die südwestlich nach Schödlas und nordöstlich nach Pulschnitz verläuft.

## Geschichte
Nebers wurde in der ersten Hälfte des 19. Jahrhunderts auf dem Gemeindegebiet von Straas gegründet. Im Zuge der Gebietsreform in Bayern wurde Nebers am 1. Juli 1972 nach Münchberg eingemeindet.

### Einwohnerentwicklung
| Jahr      | 1856  | 1861  | 1871   | 1885   | 1900   | 1925   | 1950   | 1961   | 1970   | 1987  |
| Einwohner |       | 7     | 3      | 8      | 6      | 3      | 2      | 2      | 1      | 5     |
| Häuser    | 1     |       |        | 1      | 1      | 1      | 1      | 1      |        | 1     |
| Quelle    | [ 6 ] | [ 9 ] | [ 10 ] | [ 11 ] | [ 12 ] | [ 13 ] | [ 14 ] | [ 15 ] | [ 16 ] | [ 1 ] |

## Religion
Nebers ist bis heute nach St. Peter und Paul (Münchberg) gepfarrt und evangelisch-lutherisch geprägt.